# Andrés Sempere
Andrés Sempere fue un humanista, médico y profesor de retórica español del siglo XVI.
Andrés Sempere nació en Alcoy (Alicante), en fecha desconocida pero posiblemente no antes de 1515, y falleció en Valencia el 5 de febrero de 1572. Sampere es conocido por ser el autor de la gramática valenciano-latina en 1546.

## Biografía
Debió de estudiar medicina en París o en Monpellier y allí conoció a humanistas como Petrus Ramus. Comenzó a dar clases de gramática en el Estudi General de Valencia en torno a 1539. En 1546 publicó su Gramática latina, que fue usada en la enseñanza de esta lengua hasta el siglo XIX en lugares como Mallorca. Puesto que en su dedicatoria declaraba haberla escrito para ser empleada en Cerdeña, se ha pensado que podría haber marchado a Cagliari algo antes e impartido allí clases de gramática hasta su vuelta a Valencia en torno a 1550. A partir de 1551 editó varios de los discursos de Cicerón (Pro lege Manilia, Pro C. Rabirio y Orator ad Brutum) y las obras de retórica del mismo Cicerón y de otros humanistas contemporáneos.

Entre 1553 y 1555 ocupó la segunda cátedra de oratoria en la Universidad de Valencia.

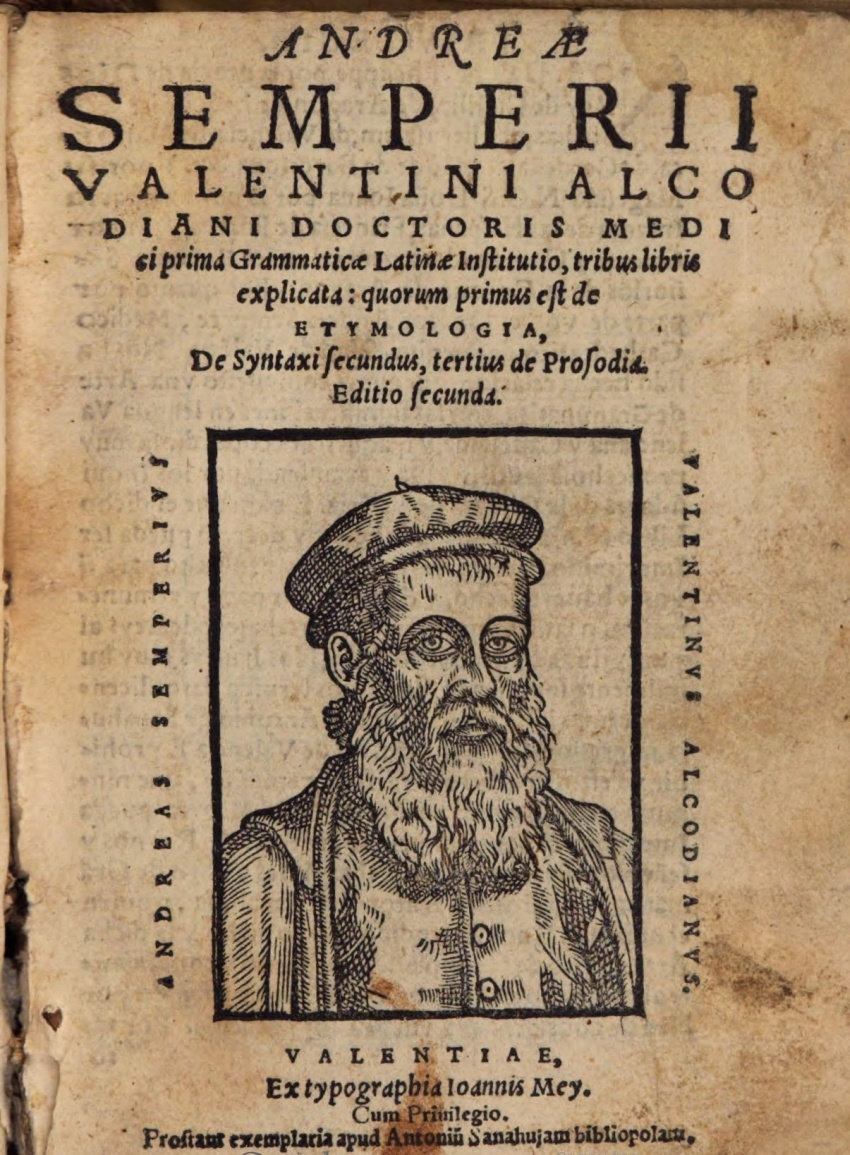
Frontispicio de Andreae Semperii Valentini... Prima grammaticae latinae institutio tribus libris explicata, Valentiae, Ex typographia Ioannis Mey [c. 1560]

Volvió a ejercer como médico en Alcoy desde 1556, parece que huyendo de la peste que asolaba la ciudad de Valencia. En 1559 volvió a la universidad, promocionado a la cátedra primera, donde se mantuvo casi ininterrumpidamente hasta 1568. Allí continuó sus ediciones de los discursos de Cicerón y colaboró en la reforma de los planes de estudio.
Toda su obra tiene un enfoque didáctico, con el objetivo de ofrecer materiales adaptados a los alumnos. En 1546 publicó la primera y más conocida de sus obras, la Prima grammaticae latinae institutio, como alternativa a la gramática de Nebrija, en la que amplió notablemente el apartado de sintaxis. 